# Клубний чемпіонат світу з футболу 2021
Клубний чемпіонат світу з футболу 2021 (араб. كأس العالم للأندية لكرة القدم الإمارات العربية المتحدة 2021) — футбольний турнір, який пройшов у лютому 2022 року в ОАЕ. Він став 18-м розіграшем Клубного чемпіонату світу з футболу, в якому візьмуть участь 7 клубів з шести континентальних конфедерацій.

## Визначення господаря турніру
Спочатку розширений клубний чемпіонат світу в Китаї планувалося провести в червні та липні 2021 року. Однак через перенесення літніх Олімпійських ігор 2020 року, чемпіонату Європи та Кубка Америки з середини 2020 року на середину 2021 року через пандемію COVID-19, ФІФА оголосила в березні 2020 року, що перенесе розширений клубний чемпіонат світу на пізніше 2022 або 2023 рік.
Як наслідок 4 грудня 2020 року Рада ФІФА оголосила, що клубний чемпіонат світу 2021 року відбудеться наприкінці 2021 року у старому форматі з 7 командами, а його організатором стане Японія. Однак 8 вересня 2021 року Асоціація футболу Японії відмовилася від своїх зобов'язань по проведенню турніру, адже гарантій допуску вболівальників на матчі не було. Серед потенційних організаторів турніру значилися Бразилія, Єгипет, Катар, Саудівська Аравія, ПАР та ОАЕ. 20 жовтня 2021 року було оголошено, що змагання пройдуть в Об'єднаних Арабських Еміратах однак будуть посунуті в часі з кінця 2021 на початок 2022 року.

## Учасники
| Команда                        | Конфедерація         | Кваліфікація                            | Дата кваліфікації    | Участь                                              |
| Проходять у півфінал           | Проходять у півфінал | Проходять у півфінал                    | Проходять у півфінал | Проходять у півфінал                                |
| ------------------------------ | -------------------- | --------------------------------------- | -------------------- | --------------------------------------------------- |
| Палмейрас                      | КОНМЕБОЛ             | Володар Кубка Лібертадорес 2021         | 27 листопада 2021    | 2-й (попередні: 2020)                               |
| Челсі                          | УЄФА                 | Переможець Ліги чемпіонів УЄФА 2020/21  | 29 травня 2021       | 2-й (попередні: 2012)                               |
| Проходять у чвертьфінал        |                      |                                         |                      |                                                     |
| Аль-Гіляль                     | АФК                  | Переможець Ліги чемпіонів АФК 2021      | 23 листопада 2021    | 2-й (попередні: 2019)                               |
| Аль-Аглі                       | КАФ                  | Переможець Ліги чемпіонів КАФ 2020/21   | 17 липня 2021        | 7-й (попередні: 2005, 2006, 2008, 2012, 2013, 2020) |
| Монтеррей                      | КОНКАКАФ             | Переможець Ліги чемпіонів КОНКАКАФ 2021 | 28 жовтня 2021       | 5-й (попередні: 2011, 2012, 2013, 2019)             |
| Плей-оф за вихід у чвертьфінал |                      |                                         |                      |                                                     |
| Пірае                          | ОФК                  | Представник від ОФК                     | 31 грудня 2021       | 1-й                                                 |
| Аль-Джазіра                    | АФК (як господарі)   | Чемпіон ОАЕ 2020/2021                   | 20 жовтня 2021       | 2-й (попередні: 2017)                               |

Примітки
1. ↑  4 червня 2021 року в ОФК оголосили що розіграш Ліги чемпіонів ОФК 2021 скасовано через пандемію коронавірусною інфекції, оскільки кордони досі закриті.[12] 3 серпня 2021 року було оголошено, що представляти ОФК на турнірі буде новозеландський клуб Окленд Сіті. Таке рішення Виконавчий комітет ОФК ухвалив спираючись на спортивні показники клубу в 2016—2020 роках.[13] Однак 31 грудня 2021 року Окленд Сіті відмовився від участі в турнірі посилаючись на складності із поверненням до Нової Зеландії після поїздки за кордон. Тому участь в турнірі візьме клуб Пірае.[14]
2. ↑  "Аль-Джазіра" виграла національну першість ще 11 травня 2021 року, а 16 жовтня 2021 року "Аль-Вагда" припинив участь у розіграші Ліги чемпіонів АФК 2021, однак "Аль-Джазіра" був оголошений учасником турніру лише після того, як ОАЕ підтвердили у якості країни-господаря.

## Стадіони
Матчі пройдуть на двох стадіонах в Абу-Дабі, на обох аренах відбувалися матчі Кубка Азії 2019.
| Абу-Дабі | Абу-Дабі          | Абу-Дабі       |
| -------- | ----------------- | -------------- |
| Абу-Дабі | Мохаммед бін Заєд | Аль-Нахаян     |
| Абу-Дабі | Вміщує: 37,500    | Вміщує: 15,000 |
| Абу-Дабі |                   |                |

## Офіційні особи
Обслуговувати матчі турніру будуть п'ять арбітрів, десять помічників арбітрів та сім відеоасистентів.
| Конфедерація | Арбітр             | Помічник арбітра                    | Відеоасистент                                        |
| ------------ | ------------------ | ----------------------------------- | ---------------------------------------------------- |
| АФК          | Кріс Біт           | - Антон Щетінін - Ешлі Бічем        | Аммар аль-Женейбі                                    |
| КАФ          | Мустафа Горбаль    | - Мокран Гурарі - Абдельхак Етчіалі |                                                      |
| КОНКАКАФ     | Сезар Артуро Рамос | - Альберто Морін - Мігель Ернандес  | Дрю Фішер                                            |
| КОНМЕБОЛ     | Фернандо Рапалліні | - Хуан Пабло Белатті - Дієго Бонфа  | - Ніколас Галло - Мауро Вільяно                      |
| УЄФА         | Клеман Тюрпен      | - Ніколя Дано - Сирил Грінгор       | - Віллі Делажо - Массіміліано Ірраті - Пол ван Букел |

Також на турнірі був присутній один арбітр підтримки.
| Конфедерація | Арбітр підтримки |
| ------------ | ---------------- |
| ОФК          | Давид Яребойнен  |

## Склади
Кожна команда мала надати склад з 23-х гравців (три з яких були воротарями). Заміна травмованих у заявці дозволена за 24 години до першого матчу команди на турнірі.

## Матчі
|  | Плей-оф                          | Плей-оф                          |                                  |          | Чвертьфінал               | Чвертьфінал               |                 |                 | Півфінал | Півфінал |  |  | Фінал                             | Фінал                             |
|  | 3 лютого - Абу-Дабі (МбЗ)        |                                  |                                  |          |                           |                           |                 |                 |          |          |  |  |                                   |                                   |
|  | Аль-Джазіра                      | 4                                |                                  |          | 6 лютого — Абу-Дабі (МбЗ) | 6 лютого — Абу-Дабі (МбЗ) |                 |                 |          |          |  |  |                                   |                                   |
|  | Аль-Джазіра                      | 4                                |                                  |          | 6 лютого — Абу-Дабі (МбЗ) | 6 лютого — Абу-Дабі (МбЗ) |                 |                 |          |          |  |  |                                   |                                   |
|  | Пірае                            | 1                                |                                  |          | Аль-Гіляль                | 6                         |                 |                 |          |          |  |  |                                   |                                   |
|  | Пірае                            | 1                                | 9 лютого — Абу-Дабі (МбЗ)        |          | Аль-Гіляль                | 6                         |                 |                 |          |          |  |  |                                   |                                   |
|  |                                  |                                  |                                  |          | Аль-Джазіра               | 1                         |                 |                 |          |          |  |  |                                   |                                   |
|  | Аль-Гіляль                       | 0                                |                                  |          | Аль-Джазіра               | 1                         |                 |                 |          |          |  |  |                                   |                                   |
|  | Аль-Гіляль                       | 0                                |                                  |          |                           |                           |                 |                 |          |          |  |  |                                   |                                   |
|  |                                  |                                  | Челсі                            | 1        |                           |                           |                 |                 |          |          |  |  |                                   |                                   |
|  |                                  |                                  | Челсі                            | 1        |                           |                           |                 |                 |          |          |  |  |                                   |                                   |
|  |                                  |                                  | 12 лютого — Абу-Дабі (МбЗ)       |          |                           |                           |                 |                 |          |          |  |  |                                   |                                   |
|  |                                  |                                  |                                  |          |                           |                           |                 |                 |          |          |  |  |                                   |                                   |
|  | Челсі                            | 2                                |                                  |          |                           |                           |                 |                 |          |          |  |  |                                   |                                   |
|  | Челсі                            | 2                                | 5 лютого — Абу-Дабі (Аль-Нахаян) |          |                           |                           |                 |                 |          |          |  |  |                                   |                                   |
|  |                                  | Палмейрас                        | 1                                |          |                           |                           |                 |                 |          |          |  |  |                                   |                                   |
|  |                                  |                                  | 1                                | Аль-Аглі | 1                         |                           |                 |                 |          |          |  |  |                                   |                                   |
|  | 8 лютого — Абу-Дабі (Аль-Нахаян) |                                  |                                  | Аль-Аглі | 1                         |                           |                 |                 |          |          |  |  |                                   |                                   |
|  |                                  | Монтеррей                        | 0                                |          |                           |                           |                 |                 |          |          |  |  |                                   |                                   |
|  | Палмейрас                        | Монтеррей                        | 0                                | 2        |                           |                           |                 |                 |          |          |  |  |                                   |                                   |
|  | Палмейрас                        | Матч за 5 місце                  | Матч за 5 місце                  | 2        |                           |                           | Матч за 3 місце | Матч за 3 місце |          |          |  |  |                                   |                                   |
|  |                                  | Матч за 5 місце                  | Матч за 5 місце                  |          | Аль-Аглі                  | 0                         | Матч за 3 місце | Матч за 3 місце |          |          |  |  |                                   |                                   |
|  | Монтеррей                        | 3                                | Аль-Гіляль                       | 0        | Аль-Аглі                  | 0                         |                 |                 |          |          |  |  |                                   |                                   |
|  | Монтеррей                        | 3                                | Аль-Гіляль                       | 0        |                           |                           |                 |                 |          |          |  |  |                                   |                                   |
|  | Аль-Джазіра                      | 1                                | Аль-Аглі                         | 4        |                           |                           |                 |                 |          |          |  |  |                                   |                                   |
|  | Аль-Джазіра                      | 1                                | Аль-Аглі                         | 4        |                           |                           |                 |                 |          |          |  |  |                                   |                                   |
|  | 9 лютого — Абу-Дабі (Аль-Нахаян) | 9 лютого — Абу-Дабі (Аль-Нахаян) |                                  |          |                           |                           |                 |                 |          |          |  |  | 12 лютого — Абу-Дабі (Аль-Нахаян) | 12 лютого — Абу-Дабі (Аль-Нахаян) |

### Плей-оф
| 3 лютого 2022 20:30 |

| Аль-Джазіра                                                | 4–1      | Пірае            |
| ---------------------------------------------------------- | -------- | ---------------- |
| - Аль-Амері 5' - Аль-Аттас 25' - Косанович 41' - Діабі 63' | Протокол | - Рабії 48' (аг) |

| Мохаммед бін Заєд, Абу-Дабі Глядачів: 4,970 Арбітр: Мустафа Горбаль (Алжир) |

### Чвертьфінали
| 5 лютого 2022 20:30 |

| Аль-Аглі   | 1–0      | Монтеррей |
| ---------- | -------- | --------- |
| - Хані 53' | Протокол |           |

| Аль-Нахаян, Абу-Дабі Глядачів: 9,396 Арбітр: Кріс Біт (Австралія) |

| 6 лютого 2022 20:30 |

| Аль-Гіляль                                                                                    | 6–1      | Аль-Джазіра |
| --------------------------------------------------------------------------------------------- | -------- | ----------- |
| - Ігало 36' - Перейра 40' - Канно 57' - Аль-Давсарі 77' - Марега 88' - Каррільйо 90+2' (пен.) | Протокол | - Діабі 14' |

| Мохаммед бін Заєд, Абу-Дабі Глядачів: 12,538 Арбітр: Сезар Артуро Рамос (Мексика) |

### Півфінали
| 8 лютого 2022 20:30 |

| Палмейрас              | 2–0      | Аль-Аглі |
| ---------------------- | -------- | -------- |
| - Вейга 39' - Дуду 49' | Протокол |          |

| Аль-Нахаян, Абу-Дабі Глядачів: 11,902 Арбітр: Клеман Тюрпен (Франція) |

| 9 лютого 2022 20:30 |

| Аль-Гіляль | 0–1      | Челсі        |
| ---------- | -------- | ------------ |
|            | Протокол | - Лукаку 32' |

| Мохаммед бін Заєд, Абу-Дабі Глядачів: 19,175 Арбітр: Сезар Артуро Рамос (Мексика) |

### Матч за п'яте місце
| 9 лютого 2022 17:30 |

| Монтеррей                                      | 3–1      | Аль-Джазіра   |
| ---------------------------------------------- | -------- | ------------- |
| - Султан 4' (аг) - Фунес Морі 11' - Монтес 25' | Протокол | - Бруно 90+1' |

| Аль-Нахаян, Абу-Дабі Глядачів: 892 Арбітр: Мустафа Горбаль (Алжир) |

### Матч за третє місце
| 12 лютого 2022 17:00 |

| Аль-Гіляль | 0–4      | Аль-Аглі                                             |
| ---------- | -------- | ---------------------------------------------------- |
|            | Протокол | - Ібрагім 8', 17' - Абдель Кадер 40' - Ель-Солія 64' |

| Аль-Нахаян, Абу-Дабі Глядачів: 9,008 Арбітр: Клеман Тюрпен (Франція) |

### Фінал
| 12 лютого 2022 20:30 |

| Челсі                             | 2–1      | Палмейрас          |
| --------------------------------- | -------- | ------------------ |
| - Лукаку 54' - Гаверц 117' (пен.) | Протокол | - Вейга 64' (пен.) |

| Мохаммед бін Заєд, Абу-Дабі Глядачів: 32,871 Арбітр: Кріс Біт (Австралія) |

## Підсумкова статистика
Відповідно до статистичної конвенції у футболі, матчі, які закінчились у додатковий час, зараховувались як перемоги та програші, тоді як матчі, в яких пробивались післяматчеві пенальті, вважалися нічиями.
| Поз | Команда                      | І | В | Н | П | ГЗ | ГП | РГ | О |
| --- | ---------------------------- | - | - | - | - | -- | -- | -- | - |
| 1   | «Челсі» (УЄФА)               | 2 | 2 | 0 | 0 | 3  | 1  | +2 | 6 |
| 2   | «Палмейрас» (КОНМЕБОЛ)       | 2 | 1 | 0 | 1 | 3  | 2  | +1 | 3 |
| 3   | «Аль-Аглі» (Каїр) (КАФ)      | 3 | 2 | 0 | 1 | 5  | 2  | +3 | 6 |
| 4   | «Аль-Гіляль» (Ер-Ріяд) (АФК) | 3 | 1 | 0 | 2 | 6  | 6  | 0  | 3 |
| 5   | «Монтеррей» (КОНКАКАФ)       | 2 | 1 | 0 | 1 | 3  | 2  | +1 | 3 |
| 6   | «Аль-Джазіра» (АФК) (H)      | 3 | 1 | 0 | 2 | 6  | 10 | −4 | 3 |
| 7   | «Пірае» (ОФК)                | 1 | 0 | 0 | 1 | 1  | 4  | −3 | 0 |

## Бомбардири
| № | Гравець            | Клуб          | Голів |
| - | ------------------ | ------------- | ----- |
| 1 | Абдулай Діабі      | «Аль-Джазіра» | 2     |
| 1 | Яссер Ібрагім      | «Аль-Аглі»    | 2     |
| 1 | Ромелу Лукаку      | «Челсі»       | 2     |
| 1 | Рафаел Вейга       | «Палмейрас»   | 2     |
| 5 | Ахмед Абдель Кадер | «Аль-Аглі»    | 1     |
| 5 | Заєд Аль-Амері     | «Аль-Джазіра» | 1     |
| 5 | Ахмед Аль-Аттас    | «Аль-Джазіра» | 1     |
| 5 | Салем аль-Давсарі  | «Аль-Гіляль»  | 1     |
| 5 | Бруно              | «Аль-Джазіра» | 1     |
| 5 | Андре Каррільйо    | «Аль-Гіляль»  | 1     |
| 5 | Дуду               | «Палмейрас»   | 1     |
| 5 | Амр Ель-Солія      | «Аль-Аглі»    | 1     |
| 5 | Рохеліо Фунес Морі | «Монтеррей»   | 1     |
| 5 | Мохамед Хані       | «Аль-Аглі»    | 1     |
| 5 | Кай Гаверц         | «Челсі»       | 1     |
| 5 | Одіон Ігало        | «Аль-Гіляль»  | 1     |
| 5 | Мохамед Канно      | «Аль-Гіляль»  | 1     |
| 5 | Мілош Косанович    | «Аль-Джазіра» | 1     |
| 5 | Мусса Марега       | «Аль-Гіляль»  | 1     |
| 5 | Сесар Монтес       | «Монтеррей»   | 1     |
| 5 | Матеус Перейра     | «Аль-Гіляль»  | 1     |

Автоголи
- Мохаммед Рабії («Аль-Джазіра», проти «Пірае»)
- Заєд Султан («Аль-Джазіра», проти «Монтеррея»)

## Нагороди
Наступні нагороди були отримані на завершення турніру:
| Золотий м'яч          | Срібний м'яч       | Бронзовий м'яч       |
| --------------------- | ------------------ | -------------------- |
| Тіагу Сілва («Челсі») | Дуду («Палмейрас») | Даніло («Палмейрас») |
| Премія FIFA Fair Play |                    |                      |
| «Челсі»               |                    |                      |